# Cakile geniculata
Cakile geniculata är en korsblommig växtart som först beskrevs av Benjamin Lincoln Robinson, och fick sitt nu gällande namn av Charles Frederick Millspaugh. Cakile geniculata ingår i släktet marvioler, och familjen korsblommiga växter. Inga underarter finns listade i Catalogue of Life.